# Kia Stinger
Kia Stinger — спортивный лифтбек класса Gran Turismo, выпускаемый автомобильной компанией Kia Motors. Первый прототип под названием Kia GT представлен в 2011 году во Франкфурте. Спустя три года концепт Kia GT4 Stinger показан на автосалоне в Детройте. Премьера серийной модели, разработанной Петером Шраером и Грегори Гийомом, состоялась там же в 2017 году.
В России автомобиль серийно выпускался на заводе АВТОТОР с двухлитровым бензиновым турбодвигателем семейства Theta II с непосредственным впрыском топлива и двигателем V6 семейства Lambda 3,3 T-GDI с непосредственным впрыском топлива и двойным турбонаддувом. Трансмиссия — автоматическая 8-ступенчатая. Привод — задний или полный. На рынке Южной Кореи автомобиль доступен также в комплектации с дизельным силовым агрегатом V4 объемом 2.2 литра.
С 2021 модельного года спортивный лифтбек получил четырехцилиндровый двигатель с турбонадувом объемом 2,5 литра, который выдает 300 л.с. и 421 Нм крутящего момента. Трансмиссия автомобиля осталась прежней - 8-ступенчатый "автомат".

### Безопасность
| Euro NCAP                                   | Euro NCAP | Euro NCAP | Euro NCAP             |
| ------------------------------------------- | --------- | --------- | --------------------- |
| · общий рейтинг                             |           |           |                       |
| 93%                                         | 81%       | 78%       | 82%                   |
| взрослый пассажир                           | ребёнок   | пешеход   | активная безопасность |
| Протестированная модель: Kia Stinger (2017) |           |           |                       |

## Награды
- Включён в короткий список конкурса «Европейский автомобиль года 2018» (European Car of the Year 2018).
- Вошёл в тройку финалистов премии «Североамериканский автомобиль года 2018» (North American Car, Utility and Truck of the Year)
- Получил премию "Лучший автомобиль 2022 года класса грантуреры в России"

## Галерея

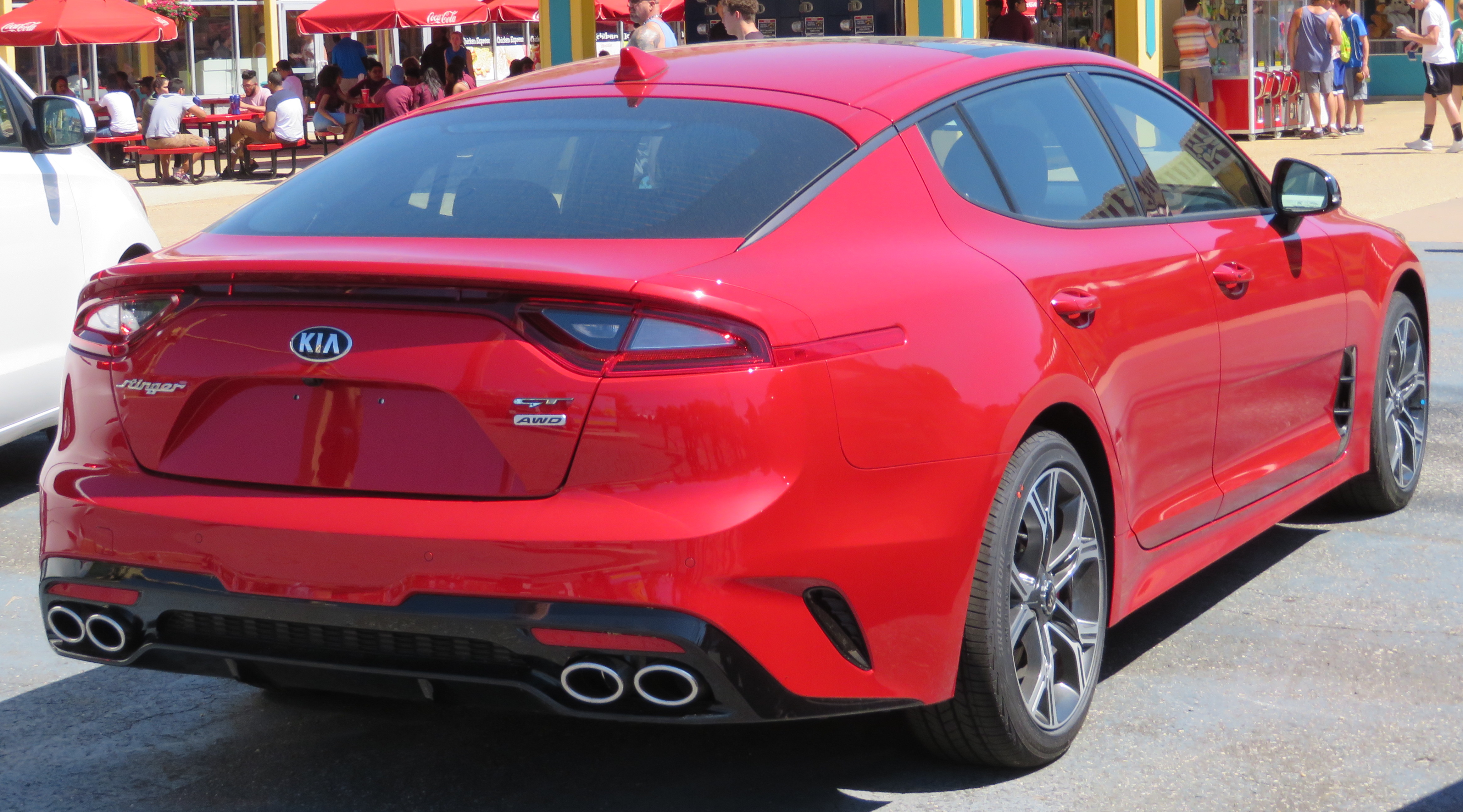
Вид сзади
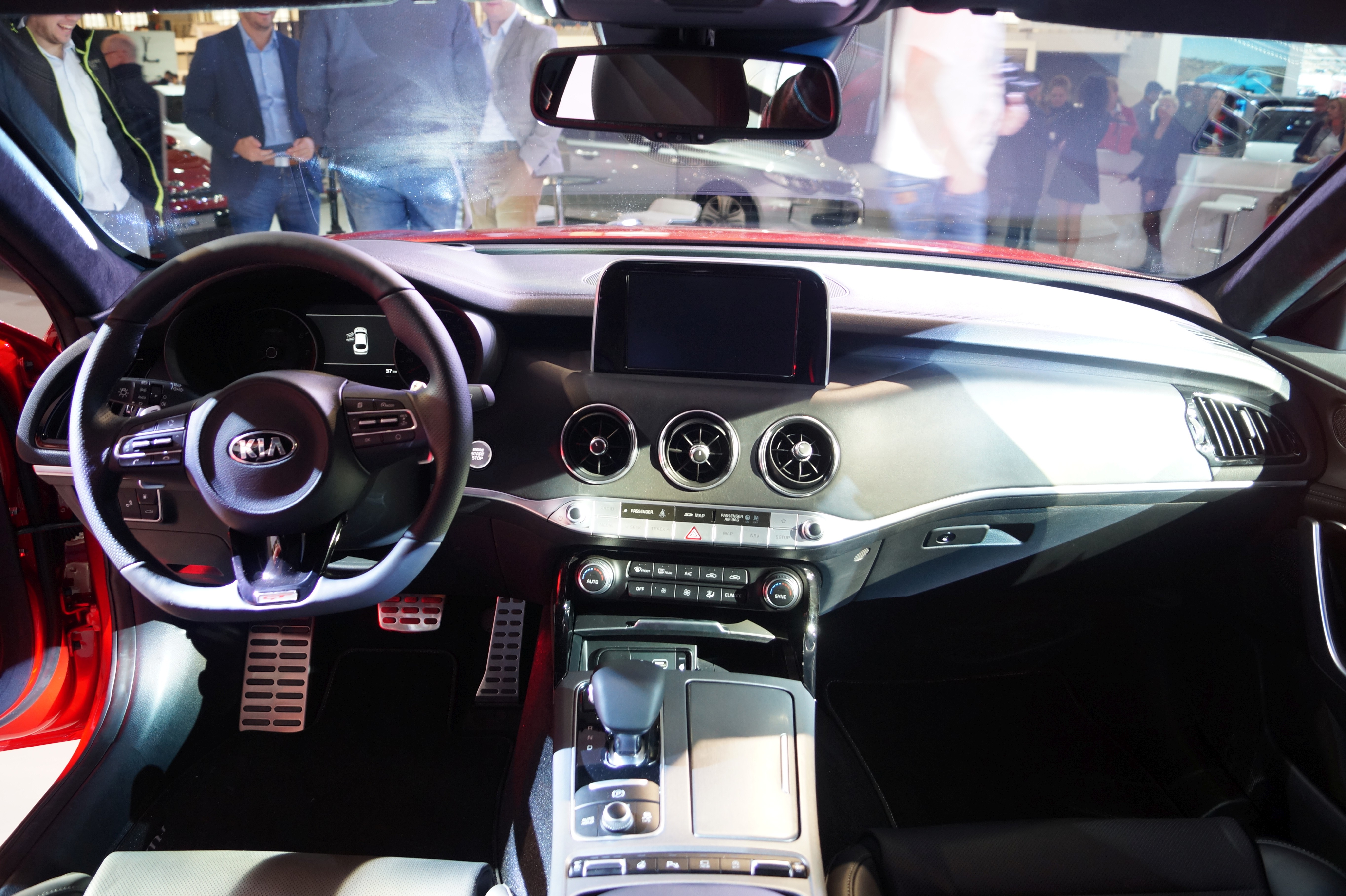
Интерьер
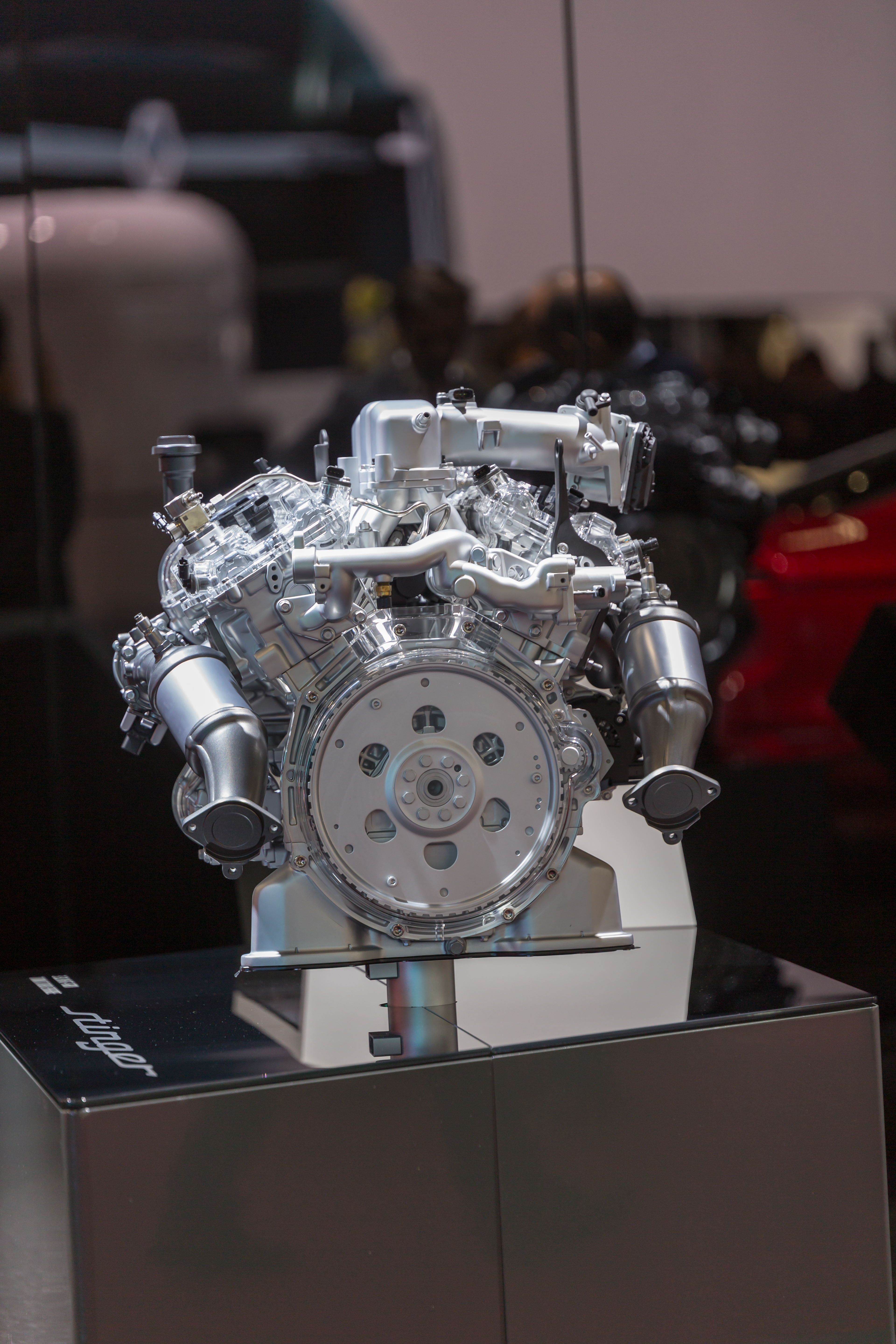
Двигатель